# Raymond d'Izarny
Raymond d'Izarny, plus connu sous le nom de Cybercuré, né le 23 janvier 1922 à Rennes et mort le 7 mars 2015 à Issy-les-Moulineaux,, est un prêtre sulpicien et administrateur de site français.

## Biographie
Né en 1922, Raymond d'Izarny, également docteur en théologie, est professeur au Séminaire Saint-Sulpice puis curé doyen d'Issy-les-Moulineaux.
En 2000, le père d'Izarny part en retraite et réside au Foyer de la solitude, une maison abritant une quinzaine de prêtres retraités. Il apprend alors à manier l'informatique et crée un forum pour l’évêché de Nanterre, afin de répondre aux questions posées par les catholiques non-pratiquants et les athées.

### Le site
Le forum dont il s'occupe ayant un succès inespéré, le père d'Izarny décide de créer le site Cybercuré, un document du site du diocèse de Nanterre et sous l'autorité pastorale du Service diocésain de la communication, à travers lequel il répond aux questions qui lui sont posées par les internautes.
Selon ses propres mots, « le projet de ce site web est de s'adresser aux gens qui sont au seuil de la communauté chrétienne [...] Le but est de répondre aux questions qu'ils peuvent se poser à propos de la pastorale de l'Église. » S’appuyant sur ses nombreuses années de ministère paroissial et sur son expérience dans la formation des prêtres, le père d’Izarny écrit également sur une multitude de sujets contemporains. Il aborde l’actualité religieuse, comme, par exemple, la béatification de Jean Paul II, les moines de Tibhirine et le film très primé, Des Hommes et des Dieux, les sujets controversés comme le Da Vinci Code,, et le dialogue inter-religieux avec les musulmans et les juifs.
En 2011, le site reçoit entre 3 000 et 4 000 visites par jour, avec des records allant de 6 000 à 7 000 visiteurs lors d'évènements religieux, soit plus d'un million de visites par an.
En 2014, il est le site religieux le plus visité d'Europe. Cependant, le père d'Izarny, âgé de 91 ans, passe la main à une nouvelle équipe chapeautée par le Père Ludovic Serre, curé de Chaville. Il meurt le 7 mars 2015, à l'âge de 93 ans,. Ses obsèques sont célébrées le vendredi 13 mars, en l’église Saint-Étienne d'Issy-les-Moulineaux.

## Œuvres
- L'Église et la ville : sociologie et pastorale des grandes villes  (préf. Jean-François Motte), Clerc, 1958, 80 p.